# Guaraní (departamento)
| Departamento Guaraní     | Departamento Guaraní        |
| ------------------------ | --------------------------- |
| País:                    | Argentina                   |
| Província:               | Misiones                    |
| Capital:                 | El Soberbio                 |
| Superfície:              | 3.305 km²                   |
| População:               | 57.818 (IDEC - 2001)        |
| Densidade: 17,45 hab/km² |                             |
| Altitude:                |                             |
| Localização:             |                             |
| Municípios:              | - El Soberbio - San Vicente |
| Web:                     |                             |
| Localização na província |                             |
| Departamento             |                             |

Guaraní é um departamento da Argentina, localizado na província de Misiones.